# الاتحاد الوطني الإسلامي
الاتحاد الوطني الإسلامي هو حزب سياسي إسلامي وطني ديمقراطي فلسطيني تأسس في 15 يناير 1996. يتكون برنامجه السياسي من تحرير كل فلسطين ونشر الفضيلة والخير والوعي الإسلامي، والتعامل مع الأمر الواقع حسب الإمكانيات والظروف المتاحة، والتأقلم والتكيف معها، واعتبار اتفاقية أوسلو خطوة مرحلية وتأييدها.